# Дугаров, Даши-Дымбрыл Дармабазарович
Даши-Дымбрыл Дармабазарович Дугаров (10 сентября 1936, село Подхулдочи Джидинского района Бурятской АССР, Советский Союз — 4 июля 2021, Российская Федерация) — советский и российский журналист и прозаик, член Союза писателей СССР, заслуженный работник культуры Республики Бурятия.

## Биография
Родился в семье табунщика-охотника. После окончания средней школы работал плотником, увлекается литературным творчеством — пишет очерки, зарисовки, репортажи о трудовых буднях сельских тружеников. Работал корреспондентом в редакции районной газеты «Торейский колхозник». После окончания Высшей партийной школы по специальности «журналистика», принят в Союз писателей СССР. В течение 20 лет занимается журналистской деятельностью как литературный сотрудник, переводчик, заместитель редактора районных газет Кяхтинского и Джидинского районов, собственный корреспондент республиканской газеты «Буряад үнэн» по Еравнинскому району. Печататься начал с середины 1960-х, в 1964 появились публикации в журнале «Байкал». Участвовал в работе V Всесоюзного совещания молодых писателей в Москве. Работал Работал директором Бюро пропаганды художественной литературы Союза писателей Бурятской АССР, назначается уполномоченным Литературного фонда СССР. 
В 2000 совершил конный поход к труженикам тайги — охотникам, лесникам, в результате написал статьи в защиту мускусной кабарги и других редких обитателей южно-сибирской тайги, выступал против беспорядочной рубки леса для вывоза и сбыта древесины за рубеж. 6 марта 2018 присвоено звание «Народный писатель Республики Бурятия».

## Публикации
- «Хара булган» («Чёрный соболь»), 1969.[3]
- «Хаанабши, минии һолонго?» («Где ты, моя радуга?»), 1971.
- «Эхо далёких выстрелов», 1977.
- «Хангай», 1984.
- «Хатан Удалха» («Дикая Удалха»), 2002.

В журнале «Морин хуур» публикует повесть «Тепло таёжного костра» о вопросах сохранения леса и рек у озера Байкал.